# 三百人委员会
三百人委员会（英語：Committee of 300），亦称为奥林匹斯众神（英語：The Olympians），据称是个于1727年由英国贵族成立的团体。相信该委员会存在的人们认为这是一个支配着全球政治、商业、银行、媒体以及军事的国际性团体。

## 背景
关于该委员会的传闻最早可以追溯到1909年瓦尔特·拉特瑙在《新自由报》（Neue Freie Presse）上发表的一篇文章《Geschäftlicher Nachwuchs》。其中提到：
三百个人，他们相互都认识，主导着欧洲大陆的经济命运，并想在他们的追随者中找到接班人。
根据上下文，拉特瑙当时只是在譴责寡头政治，而且也没有提到这三百人是犹太人。然而到了1912年，特奥多尔·弗里奇把这句话概括为“毋庸置疑的犹太人霸权的公开坦白”，并以拉特瑙是“德国的秘密皇帝”来作为证据。这个提法在第一次世界大战后随着《锡安长老会纪要》的转播变得流行开来。拉特瑙在1921年的一封信中提到了这件事，他指出这三百人指的是商界领袖，而非犹太人。
当拉特瑙于1922年遭暗杀身亡后，一位行刺者以拉特瑙是“锡安三百人长老会”成员为由来为他的行刺辩解。这促使帝国议会通过了《共和国保护法》，立法禁止散播这一传闻的行为。然而，无论在纳粹掌权前还是掌权后，他们都一直在传播这个说法。

## 后起理论
前英国军情六处情报官员约翰·科尔曼在其著作《阴谋集团：三百人委员会》（The Conspirators Hierarchy, the Committee of 300）中声称他透過与这一团体遭遇得到了第一手资料，并以此来讲述三百人委员会的故事，
科尔曼声称这一团体比更加知名的彼尔德伯格集团、皇家国际事务研究所、罗马俱乐部、三边委员会、美国外交关系协会等小团体更为高端。科尔曼的这本书还被翻译为德语、俄语、塞尔维亚语和保加利亚语。

## 相關題材作品

### 電子遊戲
- 科學ADV系列

由5pb.（MAGES.）與Nitro+聯合企劃，以文字冒險遊戲爲主的跨媒體系列。其中「三百人委員會」做為貫穿整個系列暗線的幕後團體。